# Театър
 Тази статия е за изкуството.  За вида сграда вижте Театър (сграда).  
Театърът (от гръцки: θέατρον – място за зрелища) е вид сценично изкуство, което се състои от изиграване на сценарии или истории пред публика, при което се използва съчетание от реч, жестове, музика, танц, звук и зрелище. В допълнение към стандартния разказвателен диалог, театърът може да се види под формата на опера, балет, мимика, кабуки, китайска опера, куклен театър и пантомима. В основата на драматичното действие стои конфликт, чието разрешение или неразрешение провокира размисъл. Целта на театъра е да предизвика у зрителите катарзис. Друга остаряла книжовна дума е позорище (от сръбски: позориште – място за представяне на позори).

## История на театъра в Европа

### Античен театър
Първото театрално представление, за което има оставени доказателства, е това на религиозните пиеси, свързани с Озирис и Изида 2500 години пр.н.е. в Египет. Тази история се разиграва всяка година по време на фестивали, давайки по този начин началото на дълготрайната връзка между театъра и религията.
Древногръцкият театър вече е изкуство, като тогава се създават трагедията, комедията и сатирата. Повечето древногръцки пиеси се състоят от митологични персонажи. Актьорите в древногръцкия театър, които играят на открито, в амфитеатрални сгради, са само мъже. Древните гърци разработват основите и понятията на драматичната критика, актьорското майсторство като професия и театралната архитектура. В началото актьорите са само двама. Третият актьор е въведен от Софокъл. По това време липсват сценични декори. Знаменити драматурзи от това време са Есхил, Софокъл, Еврипид, които са наричани бащи на гръцката трагедия, а Аристофан – баща на комедията. В Рим могат да се отбележат Плавт и Сенека. В Гърция също така се провеждат ежегодни състезания между драматурзите (подобно на спортистите), в които се взима предвид и мнението на публиката.
В съвремието много от творбите на древногръцките майстори (като „Прикованият Прометей“, „Електра“ и „Антигона“) са адаптирани и интерпретирани по хиляди различни начини. Така например „Антигона“ е използвана от Жан Ануи през 1944 година за да заеме позиция против нацистите във Франция. През 1948 година Бертолд Брехт използва същата пиеса.

### Средновековен театър
През европейското Средновековие, след V век, обществото е вече много различно, повлияно изцяло от християнството. Последното повлиява значително не само обществения живот, но и изкуството като цяло (включително театралното изкуство) и му налага църковните си догми и канони. Гръцкият театър престава да съществува. През периода от XI до XIII век, когато се сформират средновековните градове, се появяват пътуващите трупи, които разиграват по площадите различни народни обреди. Трупите се състоят основно от певци, актьори, смешници и жонгльори. В различните държави те са наричани по различен начин – трувери, шпилмани, ваганти, менестрели или голиарди. По време на големи християнски празници библейски сцени се разиграват в самите храмове.
През XIII век се появяват първите опити за светска драма. Появяват се нови театрални жанрове като миракъл, мистерия, морал, интерлюдия, които включват елементи от бита, обществени конфликти и житейски истини. Най-високият си етап средновековният театър достига с фарса. За него е характерно че почти напълно се отърсва от църковния елемент и се превръща в светска драма, противопоставяйки се на религиозния аскетизъм. Фарсът е предназначен да разсмива публиката чрез осмиване на някоя човешка слабост или порок като например алчност, страхливост, или лакомство.
По време на Средновековието в ислямския свят основната форма на театрално изкуство е кукленият театър, където се разиграват исторически моменти, свързани с мюсюлманските традиции.

### Ренесансов театър
Ренесансовият театър се развива на базата на някои средновековни театрални традиции, като например мистерията, която се формира като част от религиозните фестивали в Англия и други райони на Европа. Мистериите представляват комплексно и многопластово преразказване на легенди и библейски сцени, които по време на Средновековието се изпълняват в сградата на църквата. Друг източник са моралите, които правят опит да възкресят и претворят гръцката трагедия.
През XVI век в Италия се появява Комедия дел арте, която бързо завладява площадите на Франция и Италия. Импровизацията е от определящо значение в този стил на игра. Персонажите носят маски и характерно облекло.
В края на XV век в Англия в университетските градове Кембридж и Оксфорд започват да се поставят спектакли от Плавт и Теренций. Превеждат се и се поставят и трагедиите на Сенека. Но истинската промяна настъпва през XVI век по време на царуването на Елизабет I, която със закон през 1572 година създава професионални компании с професионални актьори и издига качеството на театъра. Първият обществен театър с отделна сграда в Англия е основан през 1576 г. През същата година е създаден и първият частен театър. До 1630 г. броят им достига 12. Английският ренесансов театър се нарича още ранен модерен английски театър или Елизабетински театър. Пиесите на Уилям Шекспир го издигат до неговата кулминационна точка. Английската ренесансова драма следва античните образци и обикновено се състои от пет действия. При избухването на английската революция през 1642 г. театрите в Англия са затворени.

### Съвременен театър
Театърът на 20 век се характеризира с огромно разнообразие на форми и стилове. По това време възникват натурализмът, дадаизмът, сюрреализмът, абсурдизмът и постмодернизмът в театъра. Макар че основната черта на съвременния театър остава реализмът (в бившите страни от комунистическия блок се развива социалистическия реализъм), също така могат да се видят много алтернативни и експериментални театри, които отричат реализма във всичките му форми.
Константин Станиславски създава школа и направление, които представляват нов етап в развитието на сценичния реализъм. Съвременният театър е изграден върху теорията на Станиславски. Лий Страсбърг, американски режисьор и продуцент, слага основите на съвременния американски театър като разработва нови методи и техники на актьорското майсторство. Други важни имена, които оформят лицето на съвременния театър са Луиджи Пирандело, Бертолт Брехт, Харолд Пинтър, Юджийн О'Нийл, Самюъл Бекет, Дарио Фо и други.

## История на театъра в Азия

### Японски театър
Японският театър възниква през VIII – IX век като обредно, ритуално представление. През XII век възниква ново музикално-театрално зрелище наречено денгаку, което е тясно свързано с дейността на будистката църква и достига своя разцвет през XIV век. През XI век широка популярност добиват народните представления с комедиен характер саргаку и дзуши-саргаку, в които участват и акробати и кукловоди.

#### Но
На базата на тези форми е създаден през XV – XVI век първият значителен театрален жанр Но (на японски означава талант, майсторство), в които словесната част придобива сюжетна и драматична завършеност на самостоятелен жанр. Сюжетът на представленията Но е почерпен от култовите легенди, приказки и романи и е силно повлиян от будисткото учение. В тях участват постоянни действащи лица, има символична бутафория, хор от 8 души и оркестър от 3 барабана и флейта. Всички роли се изпълняват от мъже. Появяват се за първи път професионални изпълнители. Постановките се отличават с изключителна пищност, елегантност, благородство и красота.

#### Бунраку
Бунраку е традиционна форма на японски куклен театър, която навлиза в изкуството от края на XVI век и началото на XVII век. Процъфтява в началото на XVIII век. Куклите в Бунраку са в размери от 1/2 до 2/3 от човешкия ръст. Главите на куклите обикновено имат сложно устройство.
Като правило всяка кукла има 3 кукловода или оператори. Главният кукловод е отговорен за движението на главата и дясната ръка, вторият – за лявата ръка, а третият – за краката. В миналото обучението на кукловодите продължава 10 години.

#### Кабуки
През XVII век е създадено ново драматично изкуство, наречено Кабуки, което съчетава песни, музика, танци и драма. Костюмите са със силно символично значение, а гримът е сложен. Появява се във връзка с народните песни и танци. Във всички роли участват само жени. Атмосферата на тези представления е груба, а поведението на някои жени се счита за непристойно, поради което им се забранява участие в представленията и те са заменени от юноши. Това променя характера на постановките – много по-голямо внимание се отделя на драматичното изкуство, а не на песните и танците. В 1652 година и на юношите е забранено да излизат на сцена, което довежда до „мъжкия период“ в Кабуки. Процъфтява в началото на XVIII век.

#### Симпа
През 70-те години на XIX век се появява течението Симпа, което подражава на европейския театър. В началото на XX век се появяват и първите жени актриси. С голяма популярност се ползва театърът „Гейджуцудзо“ – 1919 г., основан от писателя режисьор Симамура Хогецу и артистите Мацуи Сумако и Сауада Шоджиро. През 1924 г. в Токио се изгражда прогресивният театър „Цукиджи Гекиджо“. В 1926 г. се създава първият пролетарски театър „Дзенъ Ейдза“, а в 1921 г. „Пуроретария Гекиджо“. През 1928 г. от двата театъра се създава Японският съюз на пролетарските театри.

#### Съвременен японски театър
След Втората световна война под влиянието на американските кръгове се разпространяват хадака ревю (ревю на голите) и пиеси, които пропагандират войната. Поддържат се обаче традициите на старите театри, но и кабуки. През 50-те години на 20 век възникват нови прогресивни театри и движения. Едно от тях е Буто.

### Китайски театър
Китайският театър има дълга и сложна история. Театралното изкуство на Китай се заражда в народното творчество, в песните и танците на народите на Китай и техните религиозни ритуали.
Той произлиза от различните песни и танци – народни, придворни и ритуални. В епохата на Джоу (XII век пр.н.е. – III век пр.н.е.) получават разпространение различните пантомими и представления на придворни шутове, както и циркови представления байси с поетични текстове.
През периода VII век – IX век става популярен фарса – един от участниците попада в глупаво положение и търпи побой. През X век – XII век тази игра се превръща в цзацзюй (буквално смешно представление) и съответстващите им на Север пиеси юанбен. В този си вариант фарсът се състои от три, не съвсем свързани помежду си части, в които участват най-много 5 персонажи. Темите, които присъстват са исторически или битови. По-късно този жанр получава името юанска драма по името на монголската династия Юан.
През XI век – XII век в югоизточните райони на страната възниква жанра нанси, който обединява елементите на фарса – цзацзюй и песенно-танцувалните форми в пиесите с диалог, пеене, танци, импровизации и обръщения към зрителите. В нанси действащите лица се различават по професии. До наши дни са се съхранили три пиеси от нанси театъра (съответният литературен жанр се нарича сивен).
Театърът в Китай достига зрелост през XIII – XIV век, когато е разцветът на драмата цзацзюй (несвързан с фарса от по-ранните периоди). Пиесите от този период са в 4 акта и се отличават с простота и отчетливост на композицията и напрегнат конфликт. Всеки акт има своя сонствена мелодия. Драмата цзацзюй се отнася към северния клон на театъра бейцюй. Южната нанси също се развива и по-късно прераства в чуанци. Чуанци се характеризира с отсъствие на стройна композиция, произволна продължителност на актовете и броя на певците във всеки акт.
През 1930-те години китайските театри започват да поставят пиеси от руски и западноевропейски драматурзи. Примери за това са „Ревизор“ на Николай Гогол, „Буря“ на Александър Островски и Куклен дом на Хенрик Ибсен.

### Индиийски театър
Рамаяна и Махабхарата могат да се считат за първите признати пиеси с произход от Индия. Тези епоси дават вдъхновение за най-ранните индийски драматурзи. Те са такова вдъхновение дори и днес. Индийски драматурзи през II век пр.н.е. пишат пиеси, силно повлияни от Рамаяна и Махабхарата.
Калидаса през I век преди новата ера, е считан за най-великия древен индийски драматург на санскрит. Три известни романтични пиеси, написани от него са Mālavikāgnimitram, Vikramuurvashiiya и Abhijñānaśākuntala. Последната е вдъхновена от една история в Махабхарата и е най-известната. Тя е първата, преведена на английски и немски език. Калидаса може да се счита за оригинален драматург.
Индийският театър често включва музика, танц и импровизиран диалог. Сюжетите в повечето случаи са основани на мотиви, заимствани от свещените писания на индуизма, а също така от средновековните литературни произведения, или обществени и политически новини. Някои форми на индийския театър са: бхавай, джатра, наутанки и рамлила в Северна Индия, тамаша, терукутту и якшагана.

## История на театъра в Африка
Древният африкански театър е вдъхновен от лова на животни и включва танци и музикални инструменти.
В своето пионерско проучване на хората йоруба и техния театър, Джоел Адедежи проследява неговия произход и го открива в маскарадите на Егун или Егунгун, където публиката рядко аплодира актьорите, но винаги ги обижда и освирква. Маскарадите представляват култ към предците. Традиционният ритуал Егун, който се контролира изключително от мъже, завършва с маскарад, в които предците се връщат в света на живите за да посетят техните потомци. В допълнение на ритуалите, корените на йоруба театъра могат да се проследят до някои от божествата в пантеона йоруба, като Обатала, бог на сътворението, Огун, бог на творчеството и Санго, бога на мълниите, преклонението и култа към които са покрити с „драма и театър и техните символични и психологически нужди“.
Театралната традиция Алааринжо (Aláàrìnjó) се ражда от маскарадите. Тя се състои от трупа пътуващи изпълнители, които са маскирани. Изпълнителите създават сатирични скечове чрез използване на редица установени стереотипни персонажи и включване на пантомима, музикални номера и акробатика. На свой ред традицията Алааринжо оказва дълбоко влияние върху пътуващия театър йоруба, който от 1950 г. до 1980 г. е най-широко разпространената и най-високо развитата форма на театър в Нигерия. От 1990-те години пътуващият театър йоруба започва да работи с телевизията и киното и сега рядко дава изпълнения на живо.
Уоле Шоинка е всеобщо признат за най-великия жив драматург на Африка.

## Театърът в България
Първите театрални прояви в България са свързани с читалищата, които са център на духовния и обществения живот на страната в средата на XIX век. Първата театрална постановка е представена в Шумен на 15 август 1856 г. Това е комедията „Михал Мишкоед“ на Сава Доброплодни, който по това време е учител в Шумен. През същата година на 12 декември читалището в Лом организира театрално представление на мелодрамата „Многострадална Геновева“, която е преведена от Павел Тодоров и изведена от пиесата „Геновева“ на Кристоф фон Шмид. В ролята на Геновева играе Кръстю Пишурка. След предствлението артистите са арестувани от турските власти. Съдържанието ѝ е известно и от романа на Иван Вазов „Под игото“. „Многострадалната Геновева“ става най-играната пиеса през Възраждането. В края на годината пак в Лом е поставена и пиесата „Велизарий“ на К.Х. Траудцен.
Първото оригинално драматургично произведение в българската литература е „Ловчанският владика или беля на ловчанския сахатчия“ от 1857 г., написано от Теодосий Икономов и издадено през 1863 г. То никога не достига сцената. На следващата година излиза „Малакова“, комедия от П. Р. Славейков. Пиесата е поставена в Цариград, Русе и Пловдив при голям успех. През 1870 г. излиза „Изгубена Станка“ от Богдан Манчов по повестта на Илия Блъсков.
Голямо значение за създаването и развитието на българския театър има Добри Войников. Той е считан за основоположник на българския театър и пръв български режисьор, който основава първата театрална трупа в Браила и в продължение на десет години дава представления пред българските емигранти в Румъния. Негови театрални постановки са представяни дори на сцената на Националния театър в Букурещ. Комедията му „Криворазбраната цивилизация“ се счита за най-добрата комедия до края на XIX век. Популярна творба става и „Иванко – убиецът на Асеня“ от Васил Друмев.
Българският театър е рожба на Възраждането. През 1883 година е създадена Пловдивската любителска трупа, която постепенно се оформя в театър „Основа“ (1888 г.). В началото на ХХ век се откроява името на Гео Милев като писател и режисьор, който се старае да наложи експресионизма в областта на театъра и литературата. Той пише и няколко книги на тема театрална драматургия, в които обяснява виждането си за новия български театър. Милев е един от поетите и писателите, които застават на твърди граждански позиции. През 1904 г. драматичната трупа „Сълза и смях" става Български народен театър, с което се слага началото на професионалния театър в България.

## Различни видове и жанрове в театъра

### Комедия
Комедията (на старогръцки: κωμῳδία – празник в чест на Дионис) е вид театър, акцентиращ на хумористичното или саркастично представяне на хора и събития. Към комедията могат да се отнасят фарсът, сатирата, водевилът, бурлеската, интермедията, скечът, дори оперетата и пародията.
Тя възниква още в древна Гърция. Така например Аристофан пише 40 комедии, 11 от които са се запазили до днес и все още се играят на сцена. Древните римляни и гърци използват думата комедия за означаване на пиеса с щастлив край. По време на Средновековието значението на думата е по-скоро сатира, а по-късно и хумор. Днес се свързва преди всичко с представление, което предизвиква смях. Комедията има за цел да забавлява.
Комедия дел арте е специален театрален жанр, който се развива в Италия през XVI век от пътуващи трупи. Представленията се основават на кановачо, съвсем условен сценарий-канава, по който актьорите импровизират. Актьорите обикновено се специализират в една роля и я играят през цялата си кариера.
Черната комедия е друг вид театър и представлява поджанр на комедията и сатирата, при който теми и случки, които се считат за табу, се представят по саркастичен или хумористичен начин без да губят своята сериозност. Синоним може да бъде изразът черен хумор.

### Трагедия
Трагедията е друг вид театър, отличаващ се с голяма доза серизоност, драматичност и имащ нещастен край.
Заражда се още в Древна Гърция. Аристотел дефинира трагедията като отразяваща конфликта на героя с някаква външна сила, например властта, обществото или Бога. Този конфликт е изпълнен със страсти и борба, водена от личности със силен характер. Една малка част от трагедиите на Древна Гърция са достигнали до наше време – 33 драматични творби на Есхил, Софокъл и Еврипид за двата века на съществуването на Дионисиевия фестивал в Атина.

### Драма
Думата драма (от старогръцки δρᾶμα) означава действие. Подобно на комедията и трагедията, тя възниква в Древна Гърция и води началото си от култа към Дионис. Върху нея оказват влияние Елевзинските мистерии, култа към мъртвите по време на погребения, както и култа към героите. В драмата хората са призовани да задават въпроси, а боговете да им отговарят. Също така трябва да се отбележи, че на сцената в Древна Гърция по време на драмата няма жени и женски роли.
Драмата възниква и се формира в контекста на атинските празници, наречени Големи Дионисии, и в началото на развитието си изпълнява свещени (сакрални) функции. Заедно с комедията и трагедията, драмата е един от трите основни жанра на древногръцкия театър.
В наши дни норвежкият драматург Хенрик Ибсен (наричан баща на съвременната драма) и немският театрален деец Бертолд Брехт доминират модерната драма. Всеки от тях дава начало на традиции, които включват едни от едни от най-популярните пиеси на съвремието. Някои наричат Ибсен най-важният писател след Шекспир. Той се счита за основател на модерния театър, а пиесите му са класика, играни по цял свят и изучавани във всички училища.

### Музикален театър
Музикалният театър, наричан още мюзикъл е вид сценично изкуство, възникнало през 20 век. В него са комбинирани елементи на музикални изпълнения, танци и диалог.
Музиката на един мюзикъл варира от джаза до поп или дори класическа музика. Текстът се нарича либрето. Актьорският състав се подбира по критерии като актьорско майсторство, вокални данни, пластичност и фотогеничност. В Америка Джордж Гершуин спомага жанрът да получи голямо развитие – той го издига на равнище, което го превръща в художествен феномен благодарение на лесните за възприемане и запомняне мелодии. В своите 29 мюзикъла композиторът показва висока прецизност в трактовката на текста и сценария. Понякога музикалният театър е направен по книга, а понякога има оригинален сценарий.
Най-често мюзикълите се изпълняват без прекъсване. Изградени са като едночастни спектакли, в които разговорната реч се съчетава с песните и с кратки инструментални интермедии. Срещат се и встъпителни части, така например някои мюзикъли имат в началото увертюра. Отделните номера на мюзикъла най-често представляват завършени песни, групирани в малки цикли. Срещат се и по-широко разгърнати заключителни части.
Едни от най-популярните театри, в които се представят такива постановки, се намират в Ню Йорк на Бродуей и в Лондон, Уест енд. Емблематичен пример за мюзикъл е например „Котките“, по либрето на Т.С. Елиът и с музика на Андрю Лойд Уебър, представена за първи път на 11 май 1981 г. в Уест Енд и не слизала от афишите по цял свят оттогава насам. Други известни музикални постанвки са „Уестсайдска история“ на Гершуин, „Фантомът от операта“ на Уебър, „Прдуцентите“ по Мел Брукс и други.

### Куклен театър
Кукленият театър е театър, където действащите лица са кукли. Марионетката (кукла на конци, за която се счита че се появява в Европа по време на Ренесанса) е една от многото разновидности кукли, използвани в този вид театър. Актьорите се наричат кукловоди и обикновено са скрити от зрителите, но при определени обстоятелства могат и да се видят и в цял ръст. Някои от тях са разположени над нивото на сцената, докато други са под нейното ниво. Най-често са скрити от зрителите посредством завеса или някакъв друг театрален декор. Куклите се управляват с помощта на пръчки, конци, електронни устройства или се надяват на ръката. Някои от куклите са малки, докато други са с човешки ръст. Някои са плоски, докато други са обемни.
Кукленият театър е много стар, възниква по различно време в различните страни, но е известен още от древността. При разкопки за намерени доказателства за кукловодство още при индската цивилизация. Така например в Египет при религиозни ритуали жени носят куклата на Озирис. По времето на елинизма в Гърция кукленият театър е също разпространен. Куклите са свързани и с редица езически обреди. В Русия първите гастроли на кукловоди са от 1700 година.
Кукленият театър е специфично самобитно изкуство и представлява съвкупност от много самобитни особености.
Днес куклените театри и куклените постановки са предимно за деца. В тях винаги се разказва някаква история, най-често взета от народни приказки и адаптирана.

### Театър на абсурда
Театърът на абсурда е направление в западноевропейското театрално изкуство през 1950-те и 1960-те години. Сред основните му представители са драматурзите Йожен Йонеско, Самюъл Бекет, Жан Жоне, Артюр Адамов и Харолд Пинтър. В тези пиеси светът е представен като безсмислено, лишено от всякаква логика наслагане на факти, постъпки и съдби. Терминът театър на абсурда за първи път е употребен от литературни критици през 1962 година. Счита се, че корените му са във философското учение дадаизъм, а също така и във възгледите на Албер Камю.
Новото движение „Театър на абсурда“ се заражда в Париж като авангарден феномен, свързан с малките театри на Латинския квартал, а по-късно получава и световно признание. На практика то отрича реалистичните персонажи, ситуации и други театрални похвати. Времето и мястото са неопределени и изменчиви, нарушени са и причинно-следствените връзки. Използват се безсмислени интриги, безцелни и повтарящи се диалози, непоследователни действия и всичко това създава потиснато настроение и чувство на призрачност и несигурност.